# Tornei di tennis femminili nel 1924
Prima della nascita del WTA Tour, ossia l'apertura alle tenniste professioniste dei tornei che prima di quell'anno erano riservati alle tenniste dilettanti, tutti gli eventi più importanti erano amatoriali, tra questi c'erano i tornei del Grande Slam: gli Australasian Championships, il Campionato francese di tennis, il Torneo di Wimbledon e gli U.S. National Championships.

## Gennaio
| Settimana  | Torneo                                                                       | Vincitore                                                       | Finalista                               | Semifinalisti | Eliminati ai quarti |
| ---------- | ---------------------------------------------------------------------------- | --------------------------------------------------------------- | --------------------------------------- | ------------- | ------------------- |
| 13 gennaio | Carlton Club First Meeting 1924 Cannes, Francia Singolare - Doppio           | Elizabeth Ryan walkover                                         | Phyllis Satterthwaite                   |               |                     |
| 13 gennaio | Carlton Club First Meeting 1924 Cannes, Francia Singolare - Doppio           | Phyllis Covell Elizabeth Ryan 6-2 6-2                           | Mrs Keays Phyllis Satterthwaite         |               |                     |
| 13 gennaio | Carlton Club First Meeting 1924 Cannes, Francia Singolare - Doppio           | Doppio misto: Phyllis Satterthwaite Jack Hillyard 2-6 6-2 6-2   | Madeline O'Neill Mr Brierly             |               |                     |
| 20 gennaio | Italian Riviera Championships 1924 San Remo, Italia Singolare - Doppio       | Elizabeth Ryan 6-3 6-0                                          | Phyllis Satterthwaite                   |               |                     |
| 20 gennaio | Italian Riviera Championships 1924 San Remo, Italia Singolare - Doppio       | Phyllis Satterthwaite Elizabeth Ryan 6-4 6-0                    | Miss Dalton Dorothy Holman              |               |                     |
| 20 gennaio | Italian Riviera Championships 1924 San Remo, Italia Singolare - Doppio       | Doppio misto: Elizabeth Ryan Ernest Lamb walkover               | Leslie Cadle G Solari                   |               |                     |
| 26 gennaio | Australasian Championships 1924 Melbourne, Australia Erba Singolare - Doppio | Sylvia Lance 6-3, 3-6, 8-6                                      | Esna Boyd                               |               |                     |
| 26 gennaio | Australasian Championships 1924 Melbourne, Australia Erba Singolare - Doppio | Daphne Akhurst Sylvia Lance 7-5, 6-2                            | Kathrine Le Messurier Meryl O'Hara Wood |               |                     |
| 27 gennaio | Gallia Club Championships 1924 Cannes, Francia Singolare - Doppio            | Elizabeth Ryan 6-3 6-2                                          | Leslie Cadle                            |               |                     |
| 27 gennaio | Gallia Club Championships 1924 Cannes, Francia Singolare - Doppio            | Suzanne Lenglen Elizabeth Ryan 6-3 6-4                          | Phyllis Covell Dorothy Shepherd-Barron  |               |                     |
| 27 gennaio | Gallia Club Championships 1924 Cannes, Francia Singolare - Doppio            | Doppio misto: Suzanne Lenglen Colonel Henry Nayes 6-4 1-6 15-13 | Elizabeth Ryan Charles Aeschliman       |               |                     |

## Febbraio
| Settimana   | Torneo                                                                     | Vincitore                                                         | Finalista                              | Semifinalisti | Eliminati ai quarti |
| ----------- | -------------------------------------------------------------------------- | ----------------------------------------------------------------- | -------------------------------------- | ------------- | ------------------- |
| 3 febbraio  | Casino Heights Invitational 1924 New York, USA Indoor Singolare - Doppio   | Marion Zinderstein 6-4 6-8 6-4                                    | Lilian Scharman                        |               |                     |
| 3 febbraio  | Casino Heights Invitational 1924 New York, USA Indoor Singolare - Doppio   |                                                                   |                                        |               |                     |
| 10 febbraio | Nice First Meeting 1924 Nizza, Francia Singolare - Doppio                  | Suzanne Lenglen 6-0 6-1                                           | Phyllis Howkins Covell                 |               |                     |
| 10 febbraio | Nice First Meeting 1924 Nizza, Francia Singolare - Doppio                  | Phyllis Satterthwaite Dorothy Shepherd-Barron 6-0 6-3             | Miss Ashby Mrs Fleming                 |               |                     |
| 10 febbraio | Nice First Meeting 1924 Nizza, Francia Singolare - Doppio                  | Doppio misto: Suzanne Lenglen Charles Aeschlimann walkover        | Dorothea Lambert Chambers Ernest Lamb  |               |                     |
| 17 febbraio | Carlton Club Second Meeting 1924 Cannes, Francia Singolare - Doppio        | Elizabeth Ryan 6-2 7-5                                            | Phyllis Satterthwaite                  |               |                     |
| 17 febbraio | Carlton Club Second Meeting 1924 Cannes, Francia Singolare - Doppio        | Suzanne Lenglen Elizabeth Ryan 6-3 7-5                            | Phyllis Covell Dorothy Shepherd-Barron |               |                     |
| 17 febbraio | Carlton Club Second Meeting 1924 Cannes, Francia Singolare - Doppio        | Doppio misto: Suzanne Lenglen Charles Aeschliman 6-4 9-7          | Elizabeth Ryan Leonce Aslangul         |               |                     |
| 18 febbraio | Torneo di Beaulieu 1924 Beaulieu-sur-Mer, Francia Singolare - Doppio       | Elizabeth Ryan 6-4 ritiro                                         | Phyllis Satterthwaite                  |               |                     |
| 18 febbraio | Torneo di Beaulieu 1924 Beaulieu-sur-Mer, Francia Singolare - Doppio       | Elizabeth Ryan Phyllis Satterthwaite 6-4 6-8 6-4                  | Phyllis Covell Dorothy Shepherd-Barron |               |                     |
| 18 febbraio | Torneo di Beaulieu 1924 Beaulieu-sur-Mer, Francia Singolare - Doppio       | Doppio misto: Elizabeth Ryan Leonce Aslangul 6-4 6-1              | Phyllis Satterthwaite                  |               |                     |
| 19 febbraio | Peeble Beach Championships 1924 Del Monte, USA Singolare - Doppio          | Hollins 7-5 6-4                                                   | Mary Browne                            |               |                     |
| 19 febbraio | Peeble Beach Championships 1924 Del Monte, USA Singolare - Doppio          |                                                                   |                                        |               |                     |
| 23 febbraio | New South Wales Championships 1924 Sydney, Australia Singolare - Doppio    | Sylvia Lance 6-2 8-6                                              | Margaret Molesworth                    |               |                     |
| 23 febbraio | New South Wales Championships 1924 Sydney, Australia Singolare - Doppio    | Irene Forbes-Smith Sylvia Lance 6-2 6-4                           | Annie Gray Nellie Lloyd                |               |                     |
| 23 febbraio | New South Wales Championships 1924 Sydney, Australia Singolare - Doppio    | Doppio misto: Marjorie Cox Jim Willard 7-5 7-5                    | Floris St George Norman Peach          |               |                     |
| 25 febbraio | Monte Carlo Cup 1924 Monte Carlo, Monte Carlo Singolare - Doppio           | Elizabeth Ryan 6-2 6-2                                            | Phyllis Satterthwaite                  |               |                     |
| 25 febbraio | Monte Carlo Cup 1924 Monte Carlo, Monte Carlo Singolare - Doppio           | Elizabeth Ryan Dorothy Shepherd-Barron 6-3 6-0                    | Ermyntrude Harvey Julie Vlasto         |               |                     |
| 25 febbraio | Monte Carlo Cup 1924 Monte Carlo, Monte Carlo Singolare - Doppio           | Doppio misto: Elizabeth Ryan Charles Aeschlimann titolo condiviso | Mrs James Ernest Lamb                  |               |                     |
| 29 febbraio | Florida State Championships 1924 Palm Beach, USA Singolare - Doppio        | Molla Bjurstedt 9-7 9-7                                           | Leslie Bancroft                        |               |                     |
| 29 febbraio | Florida State Championships 1924 Palm Beach, USA Singolare - Doppio        | Molla Bjurstedt Phyllis Walsh 6-3 6-0                             | Leslie Bancroft Mrs Bronson Batchelor  |               |                     |
| 29 febbraio | French Covered Court Championships 1924 Parigi, Francia Singolare - Doppio | Germaine Golding 6-2 6-4                                          | Suzanne Deve                           |               |                     |
| 29 febbraio | French Covered Court Championships 1924 Parigi, Francia Singolare - Doppio | Marie Conquet Suzanne Deve 8-6 6-0                                | Germaine Pigueron Genevieve Cousin     |               |                     |
| 29 febbraio | French Covered Court Championships 1924 Parigi, Francia Singolare - Doppio | Doppio misto: Germaine Golding Yan 8-6 6-4                        | Nanette Le Besnerais Jean Borotra      |               |                     |

## Marzo
| Settimana | Torneo                                                                           | Vincitore                                                   | Finalista                                       | Semifinalisti | Eliminati ai quarti |
| --------- | -------------------------------------------------------------------------------- | ----------------------------------------------------------- | ----------------------------------------------- | ------------- | ------------------- |
| 3 marzo   | Riviera Championships 1924 Mentone, Francia Singolare - Doppio                   | Suzanne Lenglen 7-5 6-1                                     | Elizabeth Ryan                                  |               |                     |
| 3 marzo   | Riviera Championships 1924 Mentone, Francia Singolare - Doppio                   | Suzanne Lenglen Elizabeth Ryan 6-1 6-1                      | Phyllis Covell Dorothy Shepherd-Barron          |               |                     |
| 3 marzo   | Riviera Championships 1924 Mentone, Francia Singolare - Doppio                   | Doppio misto: Elizabeth Ryan Leonce Aslangul 6-4 6-4        | Phyllis Satterthwaite Uberto De Morpurgo        |               |                     |
| 16 marzo  | South of France Championships 1924 Nizza, Francia Terra rossa Singolare - Doppio | Suzanne Lenglen 6-2 6-1                                     | Dorothy Shephard                                |               |                     |
| 16 marzo  | South of France Championships 1924 Nizza, Francia Terra rossa Singolare - Doppio | Suzanne Lenglen Elizabeth Ryan 6-1 6-4                      | Phyllis Covell Dorothy Shepherd-Barron          |               |                     |
| 16 marzo  | South of France Championships 1924 Nizza, Francia Terra rossa Singolare - Doppio | Doppio misto: Suzanne Lenglen Henri Cochet                  | Elizabeth Ryan Philippe Washer                  |               |                     |
| 17 marzo  | Côte d'Azur Championships 1924 Cannes, Francia Singolare - Doppio                | Elizabeth Ryan 6-3 10-8                                     | Lilí de Álvarez                                 |               |                     |
| 17 marzo  | Côte d'Azur Championships 1924 Cannes, Francia Singolare - Doppio                | Suzanne Lenglen Elizabeth Ryan walkover                     | Dorothea Lambert Chambers Phyllis Satterthwaite |               |                     |
| 17 marzo  | Côte d'Azur Championships 1924 Cannes, Francia Singolare - Doppio                | Doppio misto: Elizabeth Ryan Charles Aeschlimann 6-2 6-2    | Lilí de Álvarez Jarl Malmstrom                  |               |                     |
| 22 marzo  | South Australian Championships 1924 Adelaide, Australia Singolare - Doppio       | Sylvia Lance 6-1 6-0                                        | Kathrine Le Messurier                           |               |                     |
| 22 marzo  | South Australian Championships 1924 Adelaide, Australia Singolare - Doppio       | Sylvia Lance Daphne Akhrust 6-0 6-2                         | Kath Le Messurier Flora Rowe                    |               |                     |
| 22 marzo  | South Australian Championships 1924 Adelaide, Australia Singolare - Doppio       | Doppio misto: Meryl O'Hara Wood Pat O'Hara Wood 4-6 7-5 6-3 | Esna Boyd Gar Hone                              |               |                     |
| 23 marzo  | US Indoors 1924 Boston, USA Singolare - Doppio                                   | Marion Zinderstein 6–2, 6–3                                 | Lilian Scharman                                 |               |                     |
| 23 marzo  | US Indoors 1924 Boston, USA Singolare - Doppio                                   | Hazel Hotchkiss Marion Zinderstein 6–1, 6–1                 | Mrs. Louis G. Morri Lilian Scharman             |               |                     |
| 23 marzo  | Bermuda International Championships 1924 Hamilton, Bermuda Singolare - Doppio    | Molley Thayer 2-6 8-6 6-4                                   | Gladys Hutchings                                |               |                     |
| 23 marzo  | Bermuda International Championships 1924 Hamilton, Bermuda Singolare - Doppio    |                                                             |                                                 |               |                     |
| 30 marzo  | Cannes Championships 1924 Cannes, Francia Singolare - Doppio                     | Elizabeth Ryan walkover                                     | Lilí de Álvarez                                 |               |                     |
| 30 marzo  | Cannes Championships 1924 Cannes, Francia Singolare - Doppio                     | Suzanne Lenglen Elizabeth Ryan 6-1 6-1                      | Helene Contostavlos Julie Vlasto                |               |                     |
| 30 marzo  | Cannes Championships 1924 Cannes, Francia Singolare - Doppio                     | Doppio misto: Suzanne Lenglen Henri Cochet 6-1 6-4          | Elizabeth Ryan Norman Brookes                   |               |                     |

## Aprile
| Settimana | Torneo                                                                                | Vincitore                                               | Finalista                                   | Semifinalisti | Eliminati ai quarti |
| --------- | ------------------------------------------------------------------------------------- | ------------------------------------------------------- | ------------------------------------------- | ------------- | ------------------- |
| 19 aprile | North & South Tournament 1924 Pinehurst, USA Singolare - Doppio                       | Martha Bayard 3-6 6-2 6-4                               | Leslie Bancroft                             |               |                     |
| 19 aprile | North & South Tournament 1924 Pinehurst, USA Singolare - Doppio                       |                                                         |                                             |               |                     |
| 21 aprile | South African Championships 1924 Johannesburg, Sudafrica Singolare - Doppio           | Irene Peacock 7-5 6-4                                   | Mrs McArthur                                |               |                     |
| 21 aprile | South African Championships 1924 Johannesburg, Sudafrica Singolare - Doppio           |                                                         |                                             |               |                     |
| 21 aprile | South African Championships 1924 Johannesburg, Sudafrica Singolare - Doppio           | Doppio misto: Miss Foote Louis Raymond 6-4 6-0          | Mrs Moor Cecil Blackbeard                   |               |                     |
| 26 aprile | Roehampton Hard Court Championships 1924 Roehampton, Gran Bretagna Singolare - Doppio | Aurea Edgington 6-2 6-3                                 | Heather Woolrych                            |               |                     |
| 26 aprile | Roehampton Hard Court Championships 1924 Roehampton, Gran Bretagna Singolare - Doppio | Dorothea Lambert Chambers Winifred McNair 3-6 6-1 6-2   | Edith Clarke Mrs B. May                     |               |                     |
| 26 aprile | Roehampton Hard Court Championships 1924 Roehampton, Gran Bretagna Singolare - Doppio | Doppio misto: Aurea Edgington Noel Turnbull 6-2 6-1     | Sylvia Lumley-Ellis PJ Oakley               |               |                     |
| 26 aprile | British Hard Court Championships 1924 Torquay, Gran Bretagna Singolare - Doppio       | Elizabeth Ryan 6-2 6-2                                  | Winifred Beamish                            |               |                     |
| 26 aprile | British Hard Court Championships 1924 Torquay, Gran Bretagna Singolare - Doppio       | Elizabeth Ryan Dorothy Shephard 6-4 6-2                 | Mrs J. Colegate E. Rose                     |               |                     |
| 26 aprile | British Hard Court Championships 1924 Torquay, Gran Bretagna Singolare - Doppio       | Doppio misto: Elizabeth Ryan Randolph Lycett 6-1 9-7    | Evelyn Colyer John Wheatley                 |               |                     |
| 28 aprile | West Side Country Club Championships 1924 Ealing, Gran Bretagna Singolare - Doppio    | Kitty McKane 6-3 6-2                                    | Winifred Beamish                            |               |                     |
| 28 aprile | West Side Country Club Championships 1924 Ealing, Gran Bretagna Singolare - Doppio    | Kitty McKane Margaret Stocks 3-6 6-2 7-5                | Geraldine Beamish Dorothea Lambert Chambers |               |                     |
| 28 aprile | West Side Country Club Championships 1924 Ealing, Gran Bretagna Singolare - Doppio    | Doppio misto: Geraldine Beamish Cyril Eames 3-6 8-6 6-3 | Dorothea Lambert Chambers Randolph Lycett   |               |                     |

## Maggio
| Settimana | Torneo                                                                        | Vincitore                                                  | Finalista                                  | Semifinalisti | Eliminati ai quarti |
| --------- | ----------------------------------------------------------------------------- | ---------------------------------------------------------- | ------------------------------------------ | ------------- | ------------------- |
| maggio    | West Sussex Championships 1924 Bognor Regis, Gran Bretagna Singolare - Doppio | Elizabeth Ryan 6-1 6-1                                     | N. Harries                                 |               |                     |
| maggio    | West Sussex Championships 1924 Bognor Regis, Gran Bretagna Singolare - Doppio |                                                            |                                            |               |                     |
| 3 maggio  | Torneo di Aix-les-Bains 1924 Aix-les-Bains, Francia Singolare - Doppio        | Lilí de Álvarez 6-1 3-6 6-4                                | Marie Conquet                              |               |                     |
| 3 maggio  | Torneo di Aix-les-Bains 1924 Aix-les-Bains, Francia Singolare - Doppio        | Lilí de Álvarez Mme Rolley 6-1 6-4                         | Marie Conquet Cosette Saint-Omer-Roy       |               |                     |
| 3 maggio  | Torneo di Aix-les-Bains 1924 Aix-les-Bains, Francia Singolare - Doppio        | Doppio misto: Lilí de Álvarez Henri Cochet 6-3 6-2         | Cosette Saint-Omer-Roy Charles Aeschlimann |               |                     |
| 16 maggio | Surrey Championships 1924 Surbiton, Gran Bretagna Singolare - Doppio          | Elizabeth Ryan 6-3 6-4                                     | Aurea Edgington                            |               |                     |
| 16 maggio | Surrey Championships 1924 Surbiton, Gran Bretagna Singolare - Doppio          | Phyllis Covell Dorothy Shepherd-Barron 4-6 6-4 6-1         | Dorothea Lambert Chambers Elizabeth Ryan   |               |                     |
| 16 maggio | Surrey Championships 1924 Surbiton, Gran Bretagna Singolare - Doppio          | Doppio misto: Elizabeth Ryan Randolph Lycett 6-3 1-6 6-1   | Ermyntrude Harvey Gordon Crole-Rees        |               |                     |
| 25 maggio | Montclair Athletic Club Championships 1924 Montclair, USA Singolare - Doppio  | Edna Hauselt Roeser 6-1 6-1                                | Mrs LC Beaupre                             |               |                     |
| 25 maggio | Montclair Athletic Club Championships 1924 Montclair, USA Singolare - Doppio  | Mrs Bernard Stenz Mrs William H Pritchard 2-6 7-5 6-3      | Mrs Bronson Batchelor Mrs JS Taylor        |               |                     |
| 26 maggio | West of England Championships 1924 Bristol, Gran Bretagna Singolare - Doppio  | Phyllis Howkins Covell 6-4 6-3                             | Joan Austin                                |               |                     |
| 26 maggio | West of England Championships 1924 Bristol, Gran Bretagna Singolare - Doppio  | Phyllis Covell Dorothy Shepherd-Barron 6-0 6-1             | Miss Foster Edith Hannam                   |               |                     |
| 26 maggio | West of England Championships 1924 Bristol, Gran Bretagna Singolare - Doppio  | Doppio misto: Dorothy Shepherd-Barron John Condon walkover | Phyllis Covell Beverly Covell              |               |                     |

## Giugno
| Settimana | Torneo                                                                                  | Vincitore                                                    | Finalista                                 | Semifinalisti | Eliminati ai quarti |
| --------- | --------------------------------------------------------------------------------------- | ------------------------------------------------------------ | ----------------------------------------- | ------------- | ------------------- |
| giugno    | Pacific Coast Championships 1924 Berkeley, USA Singolare - Doppio                       | Charlotte Hosmer Chapin 8-6 2-6 6-3                          | Avery Fillett                             |               |                     |
| giugno    | Pacific Coast Championships 1924 Berkeley, USA Singolare - Doppio                       | Avery Fillett Carolyn Swartz                                 | Ream Leachman Golda Gross                 |               |                     |
| 1º giugno | Middlesex Championships 1924 Chiswick Park, Gran Bretagna Singolare - Doppio            | Kitty McKane 6-4 6-4                                         | Elizabeth Ryan                            |               |                     |
| 1º giugno | Middlesex Championships 1924 Chiswick Park, Gran Bretagna Singolare - Doppio            | Kathleen McKane Margaret Stocks 6-4 4-6 8-6                  | Aurea Edgington Elizabeth Ryan            |               |                     |
| 1º giugno | Middlesex Championships 1924 Chiswick Park, Gran Bretagna Singolare - Doppio            | Doppio misto: Dorothy Hill Louis Raymond                     | Elizabeth Ryan Patrick Spence             |               |                     |
| 7 giugno  | Hertfordshire Championships 1924 Harpenden, Gran Bretagna Singolare - Doppio            | Phyllis Satterthwaite 6-4 6-2                                | Ermyntrude Harvey                         |               |                     |
| 7 giugno  | Hertfordshire Championships 1924 Harpenden, Gran Bretagna Singolare - Doppio            | Ermyntrude Harvey Phyllis Satterthwaite 6-1 6-3              | Blanche Colston Sylvia Lumley-Ellis       |               |                     |
| 7 giugno  | Hertfordshire Championships 1924 Harpenden, Gran Bretagna Singolare - Doppio            | Doppio misto: Ermyntrude Harvey Edward Higgs 7-5 6-4         | Phyllis Satterthwaite Donald Greig        |               |                     |
| 7 giugno  | Torneo di Saint George's Hill 1924 Weybridge, Gran Bretagna Singolare - Doppio          | Miss Taylor 9-7 6-4                                          | M. Hasler                                 |               |                     |
| 7 giugno  | Torneo di Saint George's Hill 1924 Weybridge, Gran Bretagna Singolare - Doppio          | Ariadne Rodocanachi Olive Stebbing 6-1 6-4                   | Mabel Parton Gwynneth Sterry              |               |                     |
| 7 giugno  | Torneo di Saint George's Hill 1924 Weybridge, Gran Bretagna Singolare - Doppio          | Doppio misto: Mabel Parton Theodoro Mavrogordato 6-4 2-6 7-5 | Mrs Parbury Mr Milford                    |               |                     |
| 8 giugno  | North London Championships 1924 Londra, Gran Bretagna Erba Singolare - Doppio           | Elizabeth Ryan 6-2 6-2                                       | Phyllis Howkins Covell                    |               |                     |
| 8 giugno  | North London Championships 1924 Londra, Gran Bretagna Erba Singolare - Doppio           | Dorothea Lambert Chambers Elizabeth Ryan 6-3 6-2             | Phyllis Covell Dorothy Shepherd-Barron    |               |                     |
| 8 giugno  | North London Championships 1924 Londra, Gran Bretagna Erba Singolare - Doppio           | Doppio misto: Elizabeth Ryan Norman Brookes                  | Dorothea Lambert Chambers Gerald Sherwell |               |                     |
| 14 giugno | Rot-Weiss Club Championships 1924 Berlino, Germania Singolare - Doppio                  | Ilse Friedleben 6-1 7-5                                      | Nelly Neppach                             |               |                     |
| 14 giugno | Rot-Weiss Club Championships 1924 Berlino, Germania Singolare - Doppio                  | Hete Kaeber Nelly Neppach 6-2 6-3                            | Irma Kallmeyer Frl Röbling                |               |                     |
| 14 giugno | Rot-Weiss Club Championships 1924 Berlino, Germania Singolare - Doppio                  | Doppio misto: Nelly Neppach Heinrich Kleinschroth            | Ilse Friedleben Oscar Kreuzer             |               |                     |
| 15 giugno | Campionato francese di tennis 1924 Parigi, Francia Terra rossa Singolare - Doppio       | Julie Vlasto 6-2, 6-3                                        | Jeanne Vaussard                           |               |                     |
| 15 giugno | Campionato francese di tennis 1924 Parigi, Francia Terra rossa Singolare - Doppio       | Marguerite Billout Yvonne Bourgeois 6–3, 6–3                 | Germaine Golding Jeanne Vaussard          |               |                     |
| 15 giugno | Kent Championships 1924 Beckenham, Gran Bretagna Erba Singolare - Doppio                | Elizabeth Ryan 6-8 6-1 6-1                                   | Kitty McKane                              |               |                     |
| 15 giugno | Kent Championships 1924 Beckenham, Gran Bretagna Erba Singolare - Doppio                | Dorothea Douglass Elizabeth Ryan 4-6 6-1 6-1                 | Kitty McKane Margaret McKane Stocks       |               |                     |
| 15 giugno | Apawanis Womens Invitational 1924 Rye, USA Singolare - Doppio                           | Mayme McDonald 3-6 6-2 6-2                                   | Robert LeRoy                              |               |                     |
| 15 giugno | Apawanis Womens Invitational 1924 Rye, USA Singolare - Doppio                           |                                                              |                                           |               |                     |
| 16 giugno | Irish Championships 1924 Dublino, Irlanda Singolare - Doppio                            | Hilda Wallis 6-3 6-4                                         | Mrs Price                                 |               |                     |
| 16 giugno | Irish Championships 1924 Dublino, Irlanda Singolare - Doppio                            | Miss Allen Miss Julian 10-8 6-4                              | H. O'Reilly Hilda Wallis                  |               |                     |
| 16 giugno | Irish Championships 1924 Dublino, Irlanda Singolare - Doppio                            | Doppio misto: Hilda Wallis CS Wallis 6-3 7-5                 | Phoebe Blair-White William Ireland        |               |                     |
| 23 giugno | Queen's Club Championships 1924 Londra, Gran Bretagna Singolare - Doppio                | Elizabeth Ryan 6-1 6-4                                       | Doris Craddock                            |               |                     |
| 23 giugno | Queen's Club Championships 1924 Londra, Gran Bretagna Singolare - Doppio                |                                                              |                                           |               |                     |
| 23 giugno | Roehampton Invitational 1924 Roehampton, Gran Bretagna Singolare - Doppio               | Marion Zinderstein 6-1, 4-6, 6-1                             | Ermyntrude Harvey                         |               |                     |
| 23 giugno | Roehampton Invitational 1924 Roehampton, Gran Bretagna Singolare - Doppio               | Ermyntrude Harvey Phyllis Satterthwaite 6-3 7-5              | Claire Beckingham E. Beckingham           |               |                     |
| 23 giugno | Roehampton Invitational 1924 Roehampton, Gran Bretagna Singolare - Doppio               | Doppio misto: Dorothy Shepherd-Barron Ronald Poland 6-3 6-2  | Joan Ridley Mr. Dudley                    |               |                     |
| 29 giugno | Metropolitan Clay Court Championships 1924 New York, USA Terra rossa Singolare - Doppio | Mayme McDonald 6-3 6-3                                       | Edna Hauselt Roeser                       |               |                     |
| 29 giugno | Metropolitan Clay Court Championships 1924 New York, USA Terra rossa Singolare - Doppio |                                                              |                                           |               |                     |

## Luglio
| Settimana | Torneo                                                                          | Vincitore                                                   | Finalista                                   | Semifinalisti | Eliminati ai quarti |
| --------- | ------------------------------------------------------------------------------- | ----------------------------------------------------------- | ------------------------------------------- | ------------- | ------------------- |
| 2 luglio  | Northern Championships 1924 Liverpool, Gran Bretagna Singolare - Doppio         | M. Holmes 6-0 0-6 6-3                                       | Claire Beckingham                           |               |                     |
| 2 luglio  | Northern Championships 1924 Liverpool, Gran Bretagna Singolare - Doppio         | Peggy Bouverie Joan Reid-Thomas titolo condiviso            | Claire Beckingham E Beckingham              |               |                     |
| 2 luglio  | Northern Championships 1924 Liverpool, Gran Bretagna Singolare - Doppio         | Doppio misto: E. Beckingham Mr Radcliffe 3-6 7-5 6-4        | Peggy Bouverie Stanley Doust                |               |                     |
| 2 luglio  | Torneo di Wimbledon 1924 Londra, Gran Bretagna Erba Singolare - Doppio          | Kitty McKane 4-6, 6-4, 6-4                                  | Helen Wills                                 |               |                     |
| 2 luglio  | Torneo di Wimbledon 1924 Londra, Gran Bretagna Erba Singolare - Doppio          | Hazel Hotchkiss Helen Wills 6-4, 6-4                        | Phyllis Howkins Covell Kitty McKane         |               |                     |
| 6 luglio  | Connecticut State Championships 1924 New Canaan, USA Singolare - Doppio         | Mayme McDonald 6-2 1-6 6-3                                  | Green                                       |               |                     |
| 6 luglio  | Connecticut State Championships 1924 New Canaan, USA Singolare - Doppio         |                                                             |                                             |               |                     |
| 8 luglio  | Welsh Championships 1924 Newport, Gran Bretagna Singolare - Doppio              | Elizabeth Ryan 6-3 6-3                                      | Edith Hannam                                |               |                     |
| 8 luglio  | Welsh Championships 1924 Newport, Gran Bretagna Singolare - Doppio              | Miss Hogarth Elizabeth Ryan 6-3 6-3                         | Miss Bird Mrs Fletcher                      |               |                     |
| 8 luglio  | Welsh Championships 1924 Newport, Gran Bretagna Singolare - Doppio              | Doppio misto: Elizabeth Ryan Gordon Crole-Rees 6-2 6-2      | Edith Hannam Mr Freeman                     |               |                     |
| 13 luglio | Tennis ai Giochi della VIII Olimpiade Parigi, Francia Singolare - Doppio        | Helen Wills                                                 | Julie Vlasto                                |               |                     |
| 13 luglio | Tennis ai Giochi della VIII Olimpiade Parigi, Francia Singolare - Doppio        |                                                             |                                             |               |                     |
| 15 luglio | Nottinghamshire Championships 1924 Nottingham, Gran Bretagna Singolare - Doppio | Elizabeth Ryan 6-2 6-2                                      | Winifred Beamish                            |               |                     |
| 15 luglio | Nottinghamshire Championships 1924 Nottingham, Gran Bretagna Singolare - Doppio |                                                             |                                             |               |                     |
| 22 luglio | Midland Counties Championships 1924 Edgbaston, Gran Bretagna Singolare - Doppio | Elizabeth Ryan 6-2 6-4                                      | Phyllis Satterthwaite                       |               |                     |
| 22 luglio | Midland Counties Championships 1924 Edgbaston, Gran Bretagna Singolare - Doppio | Phyllis Satterthwaite Elizabeth Ryan 6-2 6-3                | Mrs Hudleston Joan Reid-Thomas              |               |                     |
| 22 luglio | Midland Counties Championships 1924 Edgbaston, Gran Bretagna Singolare - Doppio | Doppio misto: Elizabeth Ryan Gordon Crole-Rees 10-8 4-6 6-3 | Phyllis Satterthwaite Jack Hillyard         |               |                     |
| 19 luglio | Torneo di Frinton-on-Sea 1924 Frinton-on-Sea, Gran Bretagna Singolare - Doppio  | Eleanor Rose 6-2 6-4                                        | Doris Craddock                              |               |                     |
| 19 luglio | Torneo di Frinton-on-Sea 1924 Frinton-on-Sea, Gran Bretagna Singolare - Doppio  | Ermyntrude Harvey Dorothea Lambert Chambers 6-0 6-3         | Claire Beckingham E Beckingham              |               |                     |
| 19 luglio | Torneo di Frinton-on-Sea 1924 Frinton-on-Sea, Gran Bretagna Singolare - Doppio  | Doppio misto: Ermyntrude Harvey Donald Greig 3-6 6-3 6-4    | Dorothea Lambert Chambers Commander McGrath |               |                     |
| 23 luglio | Metropolitan Grass Court Championships 1924 Rye, USA Erba Singolare - Doppio    | Mayme McDonald 2-6 6-4 6-4                                  | Robert LeRoy                                |               |                     |
| 23 luglio | Metropolitan Grass Court Championships 1924 Rye, USA Erba Singolare - Doppio    |                                                             |                                             |               |                     |

## Agosto
| Settimana | Torneo                                                                             | Vincitore                                                       | Finalista                                 | Semifinalisti | Eliminati ai quarti |
| --------- | ---------------------------------------------------------------------------------- | --------------------------------------------------------------- | ----------------------------------------- | ------------- | ------------------- |
| agosto    | Torneo di Deauville 1924 Deauville, Francia Singolare - Doppio                     | Molla Bjurstedt 4-6, 7-5, 6-0                                   | Marguerite Billout                        |               |                     |
| agosto    | Torneo di Deauville 1924 Deauville, Francia Singolare - Doppio                     |                                                                 |                                           |               |                     |
| agosto    | Torneo di Deauville 1924 Deauville, Francia Singolare - Doppio                     | Doppio misto: Marguerite Billout Subimal Mohammed Hadi          |                                           |               |                     |
| 1º agosto | Seabright Invitational 1924 Seabright, USA Singolare - Doppio                      | Mary Browne 6-0 6-1                                             | Mayme McDonald                            |               |                     |
| 1º agosto | Seabright Invitational 1924 Seabright, USA Singolare - Doppio                      | Mary Browne Mrs. T. Horace Dudley 6-3 6-1                       | Florence Ballin Mayme MacDonald           |               |                     |
| 8 agosto  | New York State Championships 1924 Rye, USA Singolare - Doppio                      | Martha Bayard 8-6 6-3                                           | Mayme McDonald                            |               |                     |
| 8 agosto  | New York State Championships 1924 Rye, USA Singolare - Doppio                      |                                                                 |                                           |               |                     |
| 9 agosto  | Hampshire Championships 1924 Bournemouth, Gran Bretagna Singolare - Doppio         | Winifred Beamish 5-7 7-5 6-4                                    | Eleanor Rose                              |               |                     |
| 9 agosto  | Hampshire Championships 1924 Bournemouth, Gran Bretagna Singolare - Doppio         | Eleanor Rose E. Tanner 6-3 8-6                                  | Geraldine Beamish Agnes Tuckey            |               |                     |
| 9 agosto  | Hampshire Championships 1924 Bournemouth, Gran Bretagna Singolare - Doppio         | Doppio misto: Geraldine Beamish Cyril Eames 8-6 6-0             | Edith Clarke Brian Helmore                |               |                     |
| 9 agosto  | Isle of Wight Sandown Championships 1924 Sandown, Gran Bretagna Singolare - Doppio | Elizabeth Ryan 6-1 6-1                                          | E Marshall                                |               |                     |
| 9 agosto  | Isle of Wight Sandown Championships 1924 Sandown, Gran Bretagna Singolare - Doppio | Mrs C Marriott Elizabeth Ryan 6-2 6-2                           | V Southam R Thorne                        |               |                     |
| 9 agosto  | Isle of Wight Sandown Championships 1924 Sandown, Gran Bretagna Singolare - Doppio | Doppio misto: Elizabeth Ryan George Thomas 6-4 6-4              | K Lewis AC Belgrave                       |               |                     |
| 11 agosto | Derbyshire Championships 1924 Buxton, Gran Bretagna Singolare - Doppio             | Joan Fry 6-4 3-4 ritiro                                         | Kitty McKane                              |               |                     |
| 11 agosto | Derbyshire Championships 1924 Buxton, Gran Bretagna Singolare - Doppio             | Mabel Clayton Dorothy Holman 6-2 7-5                            | Claire Beckingham E Beckingham            |               |                     |
| 11 agosto | Derbyshire Championships 1924 Buxton, Gran Bretagna Singolare - Doppio             | Doppio misto: Miss Radcliffe George Fletcher 6-3 6-1            | Miss Willock Edwin McCrea                 |               |                     |
| 15 agosto | U.S. National Championships 1924 New York, USA Erba Singolare - Doppio             | Helen Wills 6-1 6-3                                             | Molla Bjurstedt                           |               |                     |
| 15 agosto | U.S. National Championships 1924 New York, USA Erba Singolare - Doppio             | Hazel Hotchkiss Helen Wills 6-4 6-3                             | Eleanor Goss Marion Zinderstein           |               |                     |
| 16 agosto | Queensland Championships 1924 Brisbane, Australia Singolare - Doppio               | Margaret Molesworth 6-4 8-6                                     | Beryl Turner                              |               |                     |
| 16 agosto | Queensland Championships 1924 Brisbane, Australia Singolare - Doppio               | Beryl Turner Miss Irving 6-4 6-4                                | Roe Haymen                                |               |                     |
| 16 agosto | Queensland Championships 1924 Brisbane, Australia Singolare - Doppio               | Doppio misto: Beryl Turner Mr Thurlow 6-2 6-3                   | Mall Molesworth Horrie Rice               |               |                     |
| 16 agosto | Torneo di Worthing 1924 Worthing, Gran Bretagna Singolare - Doppio                 | Elizabeth Ryan 6-2 6-0                                          | Phoebe Holcroft Watson                    |               |                     |
| 16 agosto | Torneo di Worthing 1924 Worthing, Gran Bretagna Singolare - Doppio                 | Miss Dillon Elizabeth Ryan 6-3 4-6 6-2                          | Mrs C Marriott Phoebe Holcroft Watson     |               |                     |
| 16 agosto | Torneo di Worthing 1924 Worthing, Gran Bretagna Singolare - Doppio                 | Doppio misto: Elizabeth Ryan George Hillyard 6-2 6-1            | Mrs C Marriott Royden Dash                |               |                     |
| 23 agosto | North of England Championships 1924 Scarborough, Gran Bretagna Singolare - Doppio  | Kitty McKane 6-2 6-0                                            | Dorothy Holman                            |               |                     |
| 23 agosto | North of England Championships 1924 Scarborough, Gran Bretagna Singolare - Doppio  | Kitty McKane Margaret Stocks 6-4 4-6 7-5                        | Ermyntrude Harvey Dorothy Shepherd-Barron |               |                     |
| 23 agosto | North of England Championships 1924 Scarborough, Gran Bretagna Singolare - Doppio  | Doppio misto: Dorothy Shepherd-Barron Jack Condon 6-0 9-7       | Kitty McKane JF Devlin                    |               |                     |
| 30 agosto | Torneo di Hastings 1924 Hastings, Gran Bretagna Singolare - Doppio                 | Phoebe Holcroft Watson Watson 4-6 8-6 6-2                       | Geraldine Beamish                         |               |                     |
| 30 agosto | Torneo di Hastings 1924 Hastings, Gran Bretagna Singolare - Doppio                 | Elizabeth Ryan Dorothy Shepherd-Barron 6-3 7-5                  | Violet Pinckney Olive Stebbing            |               |                     |
| 30 agosto | Torneo di Hastings 1924 Hastings, Gran Bretagna Singolare - Doppio                 | Doppio misto: Dorothy Shepherd-Barron Louis Raymond 6-0 1-6 6-3 | Elizabeth Ryan Sydney Jacob               |               |                     |
| 31 agosto | Narragansett Pier 1924 Narragansett, USA Singolare - Doppio                        | Helen Jacobs                                                    | non conosciuta (bandiera)                 |               |                     |
| 31 agosto | Narragansett Pier 1924 Narragansett, USA Singolare - Doppio                        |                                                                 |                                           |               |                     |

## Settembre
| Settimana    | Torneo                                                                           | Vincitore                                                 | Finalista                                   | Semifinalisti | Eliminati ai quarti |
| ------------ | -------------------------------------------------------------------------------- | --------------------------------------------------------- | ------------------------------------------- | ------------- | ------------------- |
| 1º settembre | Le Touquet First Meeting 1924 Le Touquet, Francia Singolare - Doppio             | Lilí de Álvarez 6-1 6-1                                   | Elizabeth Ryan                              |               |                     |
| 1º settembre | Le Touquet First Meeting 1924 Le Touquet, Francia Singolare - Doppio             | Aurea Edgington Lilí de Álvarez walkover                  | Mrs Coleman E Petchell                      |               |                     |
| 1º settembre | Le Touquet First Meeting 1924 Le Touquet, Francia Singolare - Doppio             | Doppio misto: Elizabeth Ryan Sydney Jacob 6-4 7-5         | Lilí de Álvarez Erik Tegner                 |               |                     |
| 6 settembre  | Cinque Ports Championships 1924 Folkestone, Gran Bretagna Singolare - Doppio     | Winifred Beamish 6-2, 7-5                                 | Claire Beckingham                           |               |                     |
| 6 settembre  | Cinque Ports Championships 1924 Folkestone, Gran Bretagna Singolare - Doppio     | Geraldine Beamish Agnes Tuckey 6-0 6-1                    | Miss Hawkins Miss Paine                     |               |                     |
| 6 settembre  | Cinque Ports Championships 1924 Folkestone, Gran Bretagna Singolare - Doppio     | Doppio misto: Agnes Tuckey Charles Tuckey 6-3 6-2         | Claire Beckingham HW Standring              |               |                     |
| 8 settembre  | California State Championships 1924 Berkeley, USA Singolare - Doppio             | Helen Wills 6-3 6-4                                       | May Sutton                                  |               |                     |
| 8 settembre  | California State Championships 1924 Berkeley, USA Singolare - Doppio             | Charlotte Hosmer Avery Follett 6-3 1-6 6-4                | Lucy McCune Winifred Suhr                   |               |                     |
| 8 settembre  | California State Championships 1924 Berkeley, USA Singolare - Doppio             | Doppio misto: Ray Casey Helen Wills 6-1 6-4               | Herbert Suhr Charlotte Hosmer               |               |                     |
| 8 settembre  | Le Touquet Second Meeting 1924 Le Touquet, Francia Singolare - Doppio            | Elizabeth Ryan 7-5 6-1                                    | Lilí de Álvarez                             |               |                     |
| 8 settembre  | Le Touquet Second Meeting 1924 Le Touquet, Francia Singolare - Doppio            | Aurea Edgington Elizabeth Ryan 1-6, 6-3, 6-3              | Winifred Beamish Lilí de Álvarez            |               |                     |
| 8 settembre  | Le Touquet Second Meeting 1924 Le Touquet, Francia Singolare - Doppio            | Doppio misto: Elizabeth Ryan Sydney Jacob 6-1 6-3         | Geraldine Beamish George Cartwright         |               |                     |
| 12 settembre | Middle States Championships 1924 Filadelfia, USA Singolare - Doppio              | Molla Bjurstedt 6-1 6-0                                   | Anne Townsend                               |               |                     |
| 12 settembre | Middle States Championships 1924 Filadelfia, USA Singolare - Doppio              |                                                           |                                             |               |                     |
| 16 settembre | South of England Championships 1924 Eastbourne, Gran Bretagna Singolare - Doppio | Ermyntrude Harvey 6-0 6-8 6-4                             | Phoebe Holcroft Watson                      |               |                     |
| 16 settembre | South of England Championships 1924 Eastbourne, Gran Bretagna Singolare - Doppio | Mrs JS Colegate Christine Tyrrell 6-4 7-5                 | Ermyntrude Harvey Winifred McNair           |               |                     |
| 16 settembre | South of England Championships 1924 Eastbourne, Gran Bretagna Singolare - Doppio | Doppio misto: Ermyntrude Harvey Gordon Crole-Rees 6-3 6-3 | Christine Tyrrell William Ingram            |               |                     |
| 20 settembre | Ardsley Tennis Championships 1924 Ardsley, USA Singolare - Doppio                | Molla Bjurstedt 6-0 6-1                                   | Mrs H Stuart Green]                         |               |                     |
| 20 settembre | Ardsley Tennis Championships 1924 Ardsley, USA Singolare - Doppio                | Molla Bjurstedt Mrs. Lewis Gouverneur Morris 6-3 6-2      | Mrs. H. Stuart Green Mrs. Alfred E. Thurber |               |                     |
| 20 settembre | Drive Club Championships 1924 Fulham, Gran Bretagna Singolare - Doppio           | Kitty McKane 6-0 6-1                                      | Aurea Edgington                             |               |                     |
| 20 settembre | Drive Club Championships 1924 Fulham, Gran Bretagna Singolare - Doppio           | Kitty McKane JF Devlin 12-10 6-4                          | Aurea Edgington Julian Lezard               |               |                     |
| 27 settembre | Roehampton Autumn Meeting 1924 Roehampton, Gran Bretagna Singolare - Doppio      | Winifred Beamish 6-4 6-0                                  | Ermyntrude Harvey                           |               |                     |
| 27 settembre | Roehampton Autumn Meeting 1924 Roehampton, Gran Bretagna Singolare - Doppio      | Ermyntrude Harvey Margaret Stocks 8-6 6-0                 | Miss Hogarth Miss Rose                      |               |                     |
| 27 settembre | Roehampton Autumn Meeting 1924 Roehampton, Gran Bretagna Singolare - Doppio      | Doppio misto: Joan Austin Randolph Lycett 6-1 7-5         | Sylvia Lumley-Ellis Sydney Jacob            |               |                     |
| 28 settembre | Paris International Championships 1924 Parigi, Francia Singolare - Doppio        | Helene Contostavlos 6-2 6-4                               | Simonne Mathieu                             |               |                     |
| 28 settembre | Paris International Championships 1924 Parigi, Francia Singolare - Doppio        | Helene Contostavlos Daisy Wyns-Speranza 7-5 6-2           | Germaine Charnelet Marie Danet              |               |                     |
| 28 settembre | Paris International Championships 1924 Parigi, Francia Singolare - Doppio        | Doppio misto: Suzanne Deve Paul Féret 6-2 6-3             | Helene Contostavlos Mr Restrepo             |               |                     |

## Ottobre
| Settimana  | Torneo                                                                            | Vincitore                                           | Finalista                    | Semifinalisti | Eliminati ai quarti |
| ---------- | --------------------------------------------------------------------------------- | --------------------------------------------------- | ---------------------------- | ------------- | ------------------- |
| 20 ottobre | British Covered Court Championships 1924 Londra, Gran Bretagna Singolare - Doppio | Winifred Beamish 6-4 6-4                            | Doris Craddoc                |               |                     |
| 20 ottobre | British Covered Court Championships 1924 Londra, Gran Bretagna Singolare - Doppio | Doppio non disputato                                |                              |               |                     |
| 20 ottobre | British Covered Court Championships 1924 Londra, Gran Bretagna Singolare - Doppio | Doppio misto: Geraldine Beamish Cyril Eames 6-1 6-1 | Joan Ridley Charles Kingsley |               |                     |

## Novembre
| Settimana   | Torneo                                                               | Vincitore                                   | Finalista                       | Semifinalisti | Eliminati ai quarti |
| ----------- | -------------------------------------------------------------------- | ------------------------------------------- | ------------------------------- | ------------- | ------------------- |
| 22 novembre | Victorian Championships 1924 Melbourne, Australia Singolare - Doppio | Daphne Akhurst 6-1 0-6 7-5                  | Sylvia Harper                   |               |                     |
| 22 novembre | Victorian Championships 1924 Melbourne, Australia Singolare - Doppio | Sylvia Harper Daphne Akhurst 5-7 6-3 6-1    | Meryl O'Hara Wood Gertrude Todd |               |                     |
| 22 novembre | Victorian Championships 1924 Melbourne, Australia Singolare - Doppio | Doppio misto: Esna Boyd Jack Hawkes 6-4 6-3 | Marjorie Cox Schlesinger        |               |                     |

## Dicembre
| Settimana   | Torneo                                                                         | Vincitore                  | Finalista             | Semifinalisti | Eliminati ai quarti |
| ----------- | ------------------------------------------------------------------------------ | -------------------------- | --------------------- | ------------- | ------------------- |
| 15 dicembre | Monte Carlo Tournament 1924 Monte Carlo, Monte Carlo Singolare - Doppio        | Lilí de Álvarez 6-0 6-1    | Phyllis Satterthwaite |               |                     |
| 15 dicembre | Monte Carlo Tournament 1924 Monte Carlo, Monte Carlo Singolare - Doppio        |                            |                       |               |                     |
| 25 dicembre | Monte Carlo Christmas Meeting 1924 Monte Carlo, Monte Carlo Singolare - Doppio | Elizabeth Ryan 4-6 6-2 7-5 | Phyllis Satterthwaite |               |                     |
| 25 dicembre | Monte Carlo Christmas Meeting 1924 Monte Carlo, Monte Carlo Singolare - Doppio |                            |                       |               |                     |

## Senza data
| Settimana | Torneo                                                   | Vincitore       | Finalista                 | Semifinalisti | Eliminati ai quarti |
| --------- | -------------------------------------------------------- | --------------- | ------------------------- | ------------- | ------------------- |
|           | Torneo di La Jolla 1924 La Jolla, USA Singolare - Doppio | Marion Williams | non conosciuta (bandiera) |               |                     |
|           | Torneo di La Jolla 1924 La Jolla, USA Singolare - Doppio |                 |                           |               |                     |